# میگل بیانکونی
میگل بیانکونی (انگلیسی: Miguel Bianconi؛ زادهٔ ۱۴ مهٔ ۱۹۹۲) بازیکن فوتبال اهل برزیل است.
از باشگاه‌هایی که در آن بازی کرده‌است می‌توان به باشگاه فوتبال کاماتامار سان‌اوکی، باشگاه فوتبال پالمیراس، و باشگاه فوتبال پونته پرتا اشاره کرد.